# Rayab
Rayab o Rajab (en árabe: رجب) es el séptimo mes del calendario musulmán, consta de treinta días.

## Etimología
El nombre del mes hace referencia al «respeto». Los árabes preislámicos tenían en gran estima el mes de rayab y durante el mismo, como durante el mes de muharram, estaba prohibida la guerra. Un dicho atribuido a Mahoma afirma que quien ayune en rayab beberá de la fuente de la vida en el Paraíso. Los musulmanes devotos ayunan el primer viernes del mes.

## Coincidencia con el calendario gregoriano
El calendario islámico es lunar. Los meses comienzan cuando es visible el primer cuarto creciente después de la luna nueva, es decir, un par de días después de ésta. El año en el calendario lunar es once o doce días más corto que en el calendario solar, por lo que las fechas del calendario islámico no coinciden todos los años con las fechas del calendario gregoriano, de uso universal, dando la impresión de que el año musulmán se desplaza sobre el año cristiano. Las próximas fechas previstas para el mes de rayab son:
- Rayab del año 1443 de la Hégira: del 2 de febrero al 3 de marzo de 2022.
- Rayab del año 1444 de la Hégira: del 23 de enero al 20 de febrero de 2023.
- Rayab del año 1445 de la Hégira: del 13 de enero al 10 de febrero de 2024.
- Rayab del año 1446 de la Hégira: del 1 de enero al 30 de enero de 2025.

## Eventos
- El 1 de rayab nació el quinto imán chiita Muhámmad al-Báqir.
- El 2 de rayab del 725 de la Hégira (13 de junio de 1325) el viajero marroquí Ibn Battuta emprende desde Tánger su famosa rihla, viaje hacia oriente que duraría veinte años.
- El 3 de rayab se celebra el martirio del décimo imán chiita Ali Naqi.
- El 5 de rayab nació ese mismo imán Ali Naqi.
- El 7 de rayab los musulmanes chiitas celebran el Festival del imán Musa al-Kázim, en honor de Musa al-Kázim.
- El 9 de rayab nació Ali Asgar, hijo del imán Husayn.
- El 10 de rayab nació el noveno imán chiita Muhammad at-Taqi.
- El 13 de rayab los musulmanes chiitas celebran el nacimiento de Ali ibn Abi Tálib.
- El 18 de rayab según los musulmanes chiitas, murió el profeta Abraham.
- El 22 de rayab, los musulmanes chiitas organizan una cena festiva. Esto se hace en conmemoración del 6.º Imam, Yá‘far as-Sádiq.
- El 25 de rayab se conmemora el martirio del séptimo imán chiita Musa al-Kázim.
- el 27 de rayab Mahoma ascendió a los cielos, según la creencia musulmana (ver Mi'raj y Mabaas).
- El 28 de rayab el imán Husáyn inició su viaje de Medina a Kerbala, donde hallaría la muerte.
- En rayab del año 9 de la Hégira (octubre de 630) tuvo lugar la Batalla de Tabuk, que fue la última en la que participó Mahoma.